# Miss Afrique du Sud 2007
Miss Afrique du Sud 2007, est la 53e élection de Miss Afrique du Sud, s'est déroulée le 8 décembre 2007 au Superbowl de Sun City.
La gagnante, Tansey Coetzee, succède à Megan Coleman, Miss Afrique du Sud 2006.

## Classement final
| Titre                    | Candidates                                          |
| ------------------------ | --------------------------------------------------- |
| Miss Afrique du Sud 2007 | - Gauteng - Tansey Coetzee                          |
| 1re princesse            | - Cap-Oriental - Avumile Qongqo                     |
| 2e princesse             | - KwaZulu-Natal - Manisha Pillay                    |
| Top 5                    | - Gauteng - Meghan Cronin - Gauteng - Raelene Rorke |

## Candidates
| Nom               | Âge    | Province représentée | Domicile     |
| ----------------- | ------ | -------------------- | ------------ |
| Lelanie Botha     | 21 ans | Gauteng              | Roodepoort   |
| Tansey Coetzee    | 23 ans | Gauteng              | Johannesburg |
| Meghan Cronin     | 21 ans | Gauteng              | Krugersdorp  |
| Taryn du Plooy    | 20 ans | Gauteng              | Boksburg     |
| Kerry Hiestermann | 23 ans | Gauteng              | Johannesburg |
| Matapa Maila      | 22 ans | Limpopo              | Polokwane    |
| Palesa Masiteng   | 24 ans | Gauteng              | Pretoria     |
| Yolandi Nel       | 22 ans | Cap occidental       | Le Cap       |
| Manisha Pillay    | 24 ans | KwaZulu-Natal        | Musgrave     |
| Avumile Qongqo    | 21 ans | Cap-Oriental         | Queenstown   |
| Raelene Rorke     | 21 ans | Gauteng              | Johannesburg |
| Lisa van Zyl      | 21 ans | Cap occidental       | Le Cap       |

## Observations